# Melanaspis nigropunctata
Melanaspis nigropunctata är en insektsart som först beskrevs av Cockerell 1896.  Melanaspis nigropunctata ingår i släktet Melanaspis och familjen pansarsköldlöss. Inga underarter finns listade i Catalogue of Life.